# (19,9,4)-Blockplan
Der (19,9,4)-Blockplan ist ein spezieller symmetrischer Blockplan. Um ihn konstruieren zu können, musste dieses kombinatorische Problem gelöst werden: eine leere 19 × 19 - Matrix wurde so mit Einsen gefüllt, dass jede Zeile der Matrix genau 9 Einsen enthält und je zwei beliebige Zeilen genau 4 Einsen in der gleichen Spalte besitzen (nicht mehr und nicht weniger). Das klingt relativ einfach, ist aber nicht trivial zu lösen. Es gibt nur gewisse Kombinationen von Parametern (wie hier v = 19, k = 9, λ = 4), für die eine solche Konstruktion überhaupt machbar ist. In dieser Übersicht sind die kleinsten solcher (v,k,λ) aufgeführt.

## Bezeichnung
Dieser symmetrische 2-(19,9,4)-Blockplan wird Hadamard-Blockplan der Ordnung 5 genannt.

## Eigenschaften
Dieser symmetrische Blockplan hat die Parameter v = 19, k = 9, λ = 4 und damit folgende Eigenschaften:
- Er besteht aus 19 Blöcken und 19 Punkten.
- Jeder Block enthält genau 9 Punkte.
- Je 2 Blöcke schneiden sich in genau 4 Punkten.
- Jeder Punkt liegt auf genau 9 Blöcken.
- Je 2 Punkte sind durch genau 4 Blöcke verbunden.

## Existenz und Charakterisierung
Es existieren genau sechs nichtisomorphe 2-(19,9,4) - Blockpläne. Diese Lösungen sind: 
- Lösung 1 (selbstdual) mit der Signatur 19·12. Sie enthält 171 Ovale der Ordnung 2.
- Lösung 2 (selbstdual) mit der Signatur 17·8, 2·28. Sie enthält 9 Ovale der Ordnung 3.
- Lösung 3 (selbstdual) mit der Signatur 18·10, 1·126. Sie enthält 12 Ovale der Ordnung 3.
- Lösung 4 (selbstdual) mit der Signatur 15·8, 4·18. Sie enthält 9 Ovale der Ordnung 3.
- Lösung 5 (selbstdual) mit der Signatur 16·6, 3·16. Sie enthält 21 Ovale der Ordnung 3.
- Lösung 6 (selbstdual) mit der Signatur 18·4, 1·24. Sie enthält 33 Ovale der Ordnung 3.

## Liste der Blöcke
Hier sind alle Blöcke dieses Blockplans aufgelistet; zum Verständnis dieser Liste siehe diese Veranschaulichung
- Lösung 1

```
  2   5   6   7   8  10  12  17  18
  3   6   7   8   9  11  13  18  19
  1   4   7   8   9  10  12  14  19
  1   2   5   8   9  10  11  13  15
  2   3   6   9  10  11  12  14  16
  3   4   7  10  11  12  13  15  17
  4   5   8  11  12  13  14  16  18
  5   6   9  12  13  14  15  17  19
  1   6   7  10  13  14  15  16  18
  2   7   8  11  14  15  16  17  19
  1   3   8   9  12  15  16  17  18
  2   4   9  10  13  16  17  18  19
  1   3   5  10  11  14  17  18  19
  1   2   4   6  11  12  15  18  19
  1   2   3   5   7  12  13  16  19
  1   2   3   4   6   8  13  14  17
  2   3   4   5   7   9  14  15  18
  3   4   5   6   8  10  15  16  19
  1   4   5   6   7   9  11  16  17
```

- Lösung 2

```
  1   2   3   4   5   6   7   8   9
  1   2   3   4  10  11  12  13  14
  1   2   3   5  10  15  16  17  18
  1   2   6   7  11  12  15  16  19
  1   3   6   7  13  14  17  18  19
  1   4   5   8  11  12  17  18  19
  1   4   5   9  13  14  15  16  19
  1   6   8   9  10  11  13  15  17
  1   7   8   9  10  12  14  16  18
  2   3   8   9  11  13  16  18  19
  2   4   6   8  10  14  15  18  19
  2   4   7   9  12  13  15  17  18
  2   5   6   8  12  13  14  16  17
  2   5   7   9  10  11  14  17  19
  3   4   6   9  10  12  16  17  19
  3   4   7   8  11  14  15  16  17
  3   5   6   9  11  12  14  15  18
  3   5   7   8  10  12  13  15  19
  4   5   6   7  10  11  13  16  18
```

- Lösung 3

```
  1   2   3   4   5   6   7   8   9
  1   2   3   4  10  11  12  13  14
  1   2   3   5  10  15  16  17  18
  1   2   6   7  11  12  15  16  19
  1   3   6   8  11  13  17  18  19
  1   4   5   7  12  14  17  18  19
  1   4   6   9  13  14  15  16  17
  1   5   8   9  10  11  14  15  19
  1   7   8   9  10  12  13  16  18
  2   3   7   9  13  14  15  18  19
  2   4   6   8  10  14  16  18  19
  2   4   8   9  11  12  15  17  18
  2   5   6   9  10  12  13  17  19
  2   5   7   8  11  13  14  16  17
  3   4   5   8  12  13  15  16  19
  3   4   7   9  10  11  16  17  19
  3   5   6   9  11  12  14  16  18
  3   6   7   8  10  12  14  15  17
  4   5   6   7  10  11  13  15  18
```

- Lösung 4

```
  3   7   9  10  12  13  14  15  19
  3   5  10  11  12  15  16  17  18
  2   3   4   6   7   9  12  17  18
  2   3   8   9  11  14  16  17  19
  1   5   6   9  14  15  17  18  19
  1   3   4   6   8  12  14  15  16
  1   3   4   5   8   9  10  13  17
  1   2   8   9  11  12  13  15  18
  2   4   5   8  10  12  14  18  19
  1   2   3   6  10  13  16  18  19
  4   5   6   9  11  12  13  16  19
  2   5   6   7   8   9  10  15  16
  1   2   3   4   5   7  11  15  19
  3   5   6   7   8  11  13  14  18
  4   7   8  13  15  16  17  18  19
  1   6   7   8  10  11  12  17  19
  1   4   7   9  10  11  14  16  18
  1   2   5   7  12  13  14  16  17
  2   4   6  10  11  13  14  15  17
```

- Lösung 5

```
  1   2   3   4   5   6   7   8   9
  1   2   3   4  10  11  12  13  14
  1   2   3   5  10  15  16  17  18
  1   2   6   7  11  12  15  16  19
  1   3   6   7  13  14  17  18  19
  1   4   5   8  11  13  15  17  19
  1   4   5   9  12  14  16  18  19
  1   6   8   9  10  11  14  16  17
  1   7   8   9  10  12  13  15  18
  2   3   8   9  11  14  15  18  19
  2   4   6   8  10  12  17  18  19
  2   4   7   9  11  13  16  17  18
  2   5   6   9  12  13  14  15  17
  2   5   7   8  10  13  14  16  19
  3   4   6   9  10  13  15  16  19
  3   4   7   8  12  14  15  16  17
  3   5   6   8  11  12  13  16  18
  3   5   7   9  10  11  12  17  19
  4   5   6   7  10  11  14  15  18
```

- Lösung 6

```
  1   2   3   4   5   6   7   8   9
  1   2   3   4  10  11  12  13  14
  1   2   3   5  10  15  16  17  18
  1   2   6   7  11  12  15  16  19
  1   3   6   7  13  14  17  18  19
  1   4   5   8  11  13  15  17  19
  1   4   5   9  12  14  16  18  19
  1   6   8   9  10  11  14  16  17
  1   7   8   9  10  12  13  15  18
  2   3   8   9  11  12  17  18  19
  2   4   6   8  10  13  16  18  19
  2   4   7   9  10  14  15  17  19
  2   5   6   9  11  13  14  15  18
  2   5   7   8  12  13  14  16  17
  3   4   6   9  12  13  15  16  17
  3   4   7   8  11  14  15  16  18
  3   5   6   8  10  12  14  15  19
  3   5   7   9  10  11  13  16  19
  4   5   6   7  10  11  12  17  18
```

## Inzidenzmatrix
Dies ist eine Darstellung der Inzidenzmatrix dieses Blockplans; zum Verständnis dieser Matrix siehe diese Veranschaulichung
- Lösung 1

```
. O . . O O O O . O . O . . . . O O .
. . O . . O O O O . O . O . . . . O O
O . . O . . O O O O . O . O . . . . O
O O . . O . . O O O O . O . O . . . .
. O O . . O . . O O O O . O . O . . .
. . O O . . O . . O O O O . O . O . .
. . . O O . . O . . O O O O . O . O .
. . . . O O . . O . . O O O O . O . O
O . . . . O O . . O . . O O O O . O .
. O . . . . O O . . O . . O O O O . O
O . O . . . . O O . . O . . O O O O .
. O . O . . . . O O . . O . . O O O O
O . O . O . . . . O O . . O . . O O O
O O . O . O . . . . O O . . O . . O O
O O O . O . O . . . . O O . . O . . O
O O O O . O . O . . . . O O . . O . .
. O O O O . O . O . . . . O O . . O .
. . O O O O . O . O . . . . O O . . O
O . . O O O O . O . O . . . . O O . .
```

- Lösung 2

```
O O O O O O O O O . . . . . . . . . .
O O O O . . . . . O O O O O . . . . .
O O O . O . . . . O . . . . O O O O .
O O . . . O O . . . O O . . O O . . O
O . O . . O O . . . . . O O . . O O O
O . . O O . . O . . O O . . . . O O O
O . . O O . . . O . . . O O O O . . O
O . . . . O . O O O O . O . O . O . .
O . . . . . O O O O . O . O . O . O .
. O O . . . . O O . O . O . . O . O O
. O . O . O . O . O . . . O O . . O O
. O . O . . O . O . . O O . O . O O .
. O . . O O . O . . . O O O . O O . .
. O . . O . O . O O O . . O . . O . O
. . O O . O . . O O . O . . . O O . O
. . O O . . O O . . O . . O O O O . .
. . O . O O . . O . O O . O O . . O .
. . O . O . O O . O . O O . O . . . O
. . . O O O O . . O O . O . . O . O .
```

- Lösung 3

```
O O O O O O O O O . . . . . . . . . .
O O O O . . . . . O O O O O . . . . .
O O O . O . . . . O . . . . O O O O .
O O . . . O O . . . O O . . O O . . O
O . O . . O . O . . O . O . . . O O O
O . . O O . O . . . . O . O . . O O O
O . . O . O . . O . . . O O O O O . .
O . . . O . . O O O O . . O O . . . O
O . . . . . O O O O . O O . . O . O .
. O O . . . O . O . . . O O O . . O O
. O . O . O . O . O . . . O . O . O O
. O . O . . . O O . O O . . O . O O .
. O . . O O . . O O . O O . . . O . O
. O . . O . O O . . O . O O . O O . .
. . O O O . . O . . . O O . O O . . O
. . O O . . O . O O O . . . . O O . O
. . O . O O . . O . O O . O . O . O .
. . O . . O O O . O . O . O O . O . .
. . . O O O O . . O O . O . O . . O .
```

- Lösung 4

```
. . O . . . O . O O . O O O O . . . O
. . O . O . . . . O O O . . O O O O .
. O O O . O O . O . . O . . . . O O .
. O O . . . . O O . O . . O . O O . O
O . . . O O . . O . . . . O O . O O O
O . O O . O . O . . . O . O O O . . .
O . O O O . . O O O . . O . . . O . .
O O . . . . . O O . O O O . O . . O .
. O . O O . . O . O . O . O . . . O O
O O O . . O . . . O . . O . . O . O O
. . . O O O . . O . O O O . . O . . O
. O . . O O O O O O . . . . O O . . .
O O O O O . O . . . O . . . O . . . O
. . O . O O O O . . O . O O . . . O .
. . . O . . O O . . . . O . O O O O O
O . . . . O O O . O O O . . . . O . O
O . . O . . O . O O O . . O . O . O .
O O . . O . O . . . . O O O . O O . .
. O . O . O . . . O O . O O O . O . .
```

- Lösung 5

```
O O O O O O O O O . . . . . . . . . .
O O O O . . . . . O O O O O . . . . .
O O O . O . . . . O . . . . O O O O .
O O . . . O O . . . O O . . O O . . O
O . O . . O O . . . . . O O . . O O O
O . . O O . . O . . O . O . O . O . O
O . . O O . . . O . . O . O . O . O O
O . . . . O . O O O O . . O . O O . .
O . . . . . O O O O . O O . O . . O .
. O O . . . . O O . O . . O O . . O O
. O . O . O . O . O . O . . . . O O O
. O . O . . O . O . O . O . . O O O .
. O . . O O . . O . . O O O O . O . .
. O . . O . O O . O . . O O . O . . O
. . O O . O . . O O . . O . O O . . O
. . O O . . O O . . . O . O O O O . .
. . O . O O . O . . O O O . . O . O .
. . O . O . O . O O O O . . . . O . O
. . . O O O O . . O O . . O O . . O .
```

- Lösung 6

```
O O O O O O O O O . . . . . . . . . .
O O O O . . . . . O O O O O . . . . .
O O O . O . . . . O . . . . O O O O .
O O . . . O O . . . O O . . O O . . O
O . O . . O O . . . . . O O . . O O O
O . . O O . . O . . O . O . O . O . O
O . . O O . . . O . . O . O . O . O O
O . . . . O . O O O O . . O . O O . .
O . . . . . O O O O . O O . O . . O .
. O O . . . . O O . O O . . . . O O O
. O . O . O . O . O . . O . . O . O O
. O . O . . O . O O . . . O O . O . O
. O . . O O . . O . O . O O O . . O .
. O . . O . O O . . . O O O . O O . .
. . O O . O . . O . . O O . O O O . .
. . O O . . O O . . O . . O O O . O .
. . O . O O . O . O . O . O O . . . O
. . O . O . O . O O O . O . . O . . O
. . . O O O O . . O O O . . . . O O .
```

## Zyklische Darstellung
Es existiert eine zyklische Darstellung (Singer-Zyklus) für Lösung 1 dieses Blockplans, sie ist isomorph zur obigen Liste der Blöcke. Ausgehend von dem dargestellten Block erhält man die restlichen Blöcke des Blockplans durch zyklische Permutation der in ihm enthaltenen Punkte.
- Lösung 1

```
  2   5   6   7   8  10  12  17  18
```

## Oval
Ein Oval des Blockplans ist eine Menge seiner Punkte, von welcher keine drei auf einem Block liegen. Hier sind Beispiele von Ovalen maximaler Ordnung dieses Blockplans (in jeder Zeile ist ein Oval durch die Menge seiner Punkte dargestellt):
- Lösung 1

```
  1   2
```

- Lösung 2 (sämtliche Ovale)

```
  1  10  19  
  2   4  16  
  3   4  18  
  4   7  19   
  4   8  13  
  4   9  11  
  5   6  19  
 12  14  19 
 15  17  19  
```

- Lösung 3 (sämtliche Ovale)

```
  1   5  13 
  1   6  10  
  2   7  10  
  2   9  16 
  3   4  18  
  3  11  15  
  4   6  12  
  5   8  18  
  7   8  19  
  9  11  13 
 12  16  17  
 15  17  19  
```

- Lösung 4 (sämtliche Ovale)

```
  1  10  15  
  2   4  16  
  3   7  16  
  4   8  11   
  4   9  15   
  5  13  15  
  6  16  17  
 11  12  14  
 11  18  19   
```

- Lösung 5

```
  1  10  19
```

- Lösung 6

```
  1  10  19
```